# Coropișniță
Coropișnițele (sau chifterițele) sunt insecte aparținând familiei Gryllotalpidae, având corpul solid și o lungime de 3–5 cm, ochi compuși și membre anterioare sub formă de lopeți, bine dezvoltate pentru săpat și înot. De asemenea, indivizii adulți pot zbura până la opt kilometri în sezonul de împerechere. Insectele sunt active mare parte din an și hibernează în timpul iernii.
Indivizii tineri pot avea aripi mai scurte și înfățișarea lor variază în funcție de specie, semănând cu cosași, furnici foarte mari sau termite.

## Galerie

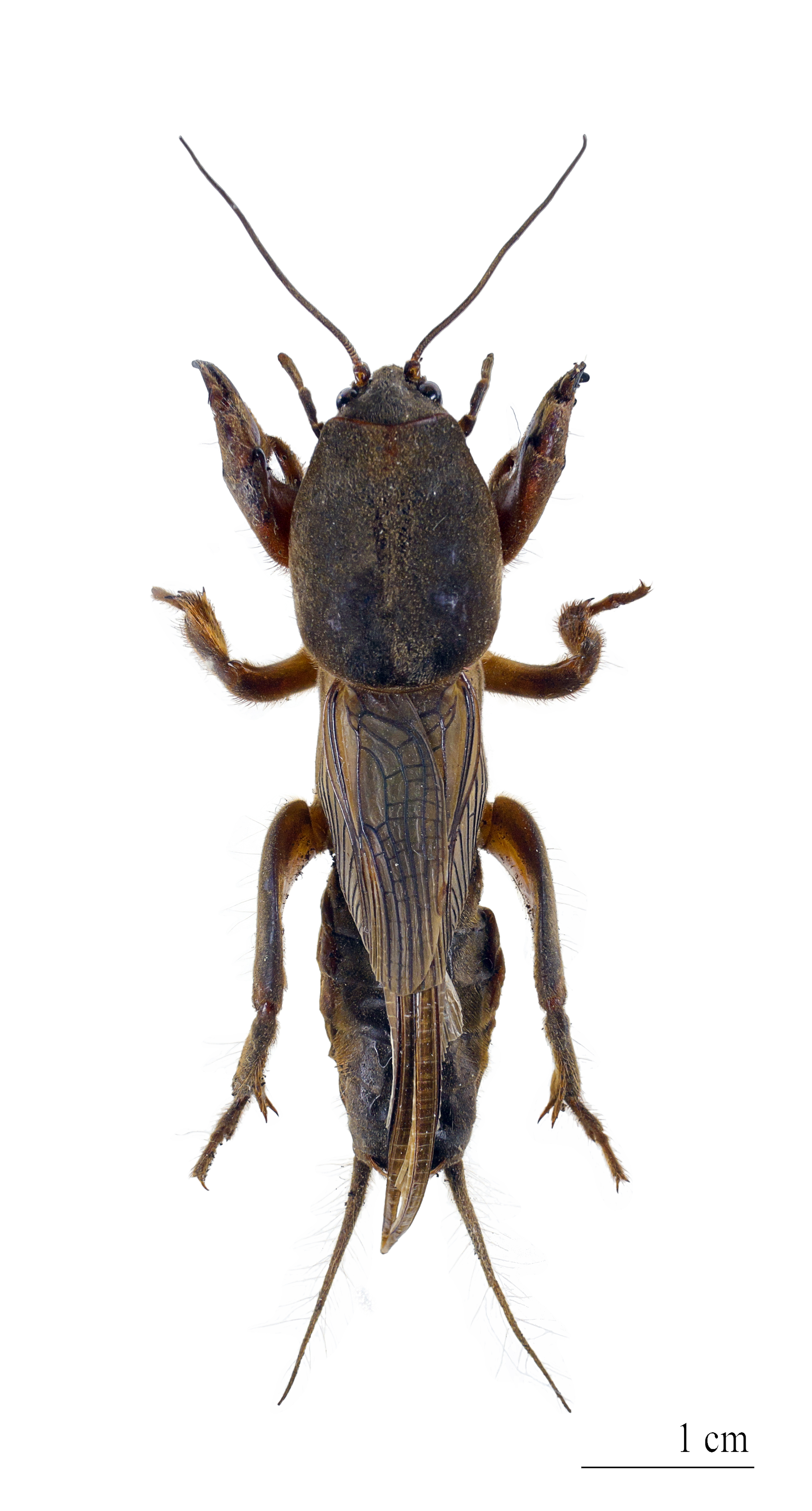
Gryllotalpa gryllotalpa
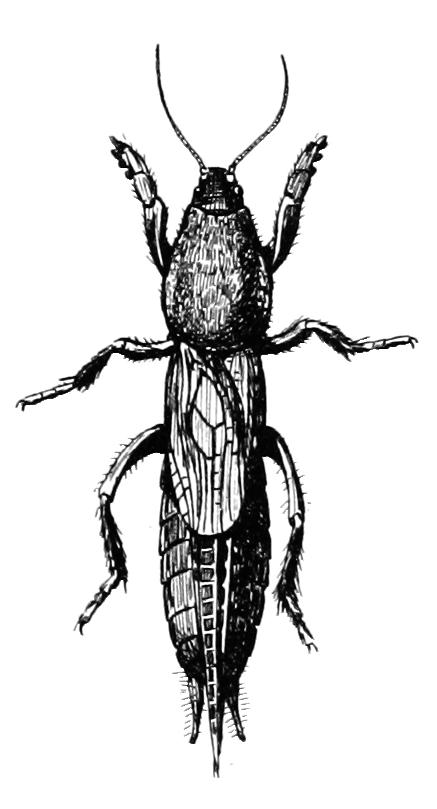
Neocurtilla hexadactyla